# FK Drina Zvornik
FK Drina Zvornik – (serb. cyryl.: Фудбалски клуб Дрина Зворник) – bośniacki klub piłkarski, mający siedzibę w mieście Zvornik w Republice Serbskiej w Bośni i Hercegowinie.

## Historia
Chronologia nazw:
- 1945—...: FK Drina Zvornik

Klub został założony w 1945 roku jako FK Drina Zvornik. Drina to nazwa rzeki przepływającej przez miasto. Zespół występował w lidze regionalnej (strefa Tuzla). W sezonie 1948/49 zdobył mistrzostwo regionalnej ligi Republiki Bośni i Hercegowiny, ale w barażach o miejsce w lidze republikańskiej przegrał z mistrzem strefy Doboj. W sezonie 1951/52 po raz drugi zdobył mistrzostwo strefy Tuzla i w barażach o awans do ligi republikańskiej pokonał zespół z Prijedoru 3-1 i 1-2. Jednak potem nie zagrał żadnego meczu, ponieważ w tym samym roku została rozwiązana liga republikańska.
Po rozpadzie Jugosławii klub uczestniczył w mistrzostwach Republiki Serbskiej. W sezonie 1995-1996 zajął 10. miejsce w pierwszej lidze Republiki Serbskiej, grupie wschodniej i spadł do drugiej ligi, ale w następnym sezonie powrócił do I ligi. W sezonie 1999/00 zajął 14. miejsce i ponownie spadł do II ligi, a w 2002 powrócił do I ligi. W sezonie 2009/10 zdobył mistrzostwo pierwszej ligi Republiki Serbskiej i awansował do Premijer ligi Bośni i Hercegowiny. Jednak nie utrzymał się w niej i po zakończeniu sezonu spadł z Premijer liga. W sezonie 2013/14 klub po raz kolejny zdobył tytuł mistrza w pierwszej lidze Republiki Serbskiej i zdobył awans do Premijer ligi.

## Sukcesy

### Trofea międzynarodowe
Nie uczestniczył w rozgrywkach europejskich (stan na 31-05-2014).

### Trofea krajowe
Bośnia i Hercegowina
| \| \| Zdobyte trofea w rozgrywkach Bośni i Hercegowiny (stan na: 31-05-2014) \| |                                                                        |      |            |
| Rozgrywki                                                                       | Osiągnięcie                                                            | Razy | Sezon(y)   |
| Mistrzostwo                                                                     | I miejsce                                                              | 0    |            |
| Mistrzostwo                                                                     | II miejsce                                                             | 0    |            |
| Mistrzostwo                                                                     | III miejsce                                                            | 0    |            |
| Mistrzostwo                                                                     | 16. miejsce                                                            | 1    | 2011       |
| Puchar                                                                          | zdobywca                                                               | 0    |            |
| Puchar                                                                          | finalista                                                              | 0    |            |
| Puchar                                                                          | 1/8 finału                                                             | 2    | 2009, 2010 |
| II liga                                                                         | I miejsce                                                              | 2    | 2010, 2014 |
| II liga                                                                         | II miejsce                                                             | 0    |            |
| II liga                                                                         | III miejsce                                                            | 1    | 2006       |
| Bośnia i Hercegowina                                                            | Zdobyte trofea w rozgrywkach Bośni i Hercegowiny (stan na: 31-05-2014) |      |            |

- Druga liga Republiki Serbskiej:
  - mistrz (2): 1996/97, 2001/02

Jugosławia
| \| \| Zdobyte trofea w rozgrywkach Jugosławii (stan na: 31-05-1992) \| |                                                               |      |          |
| Rozgrywki                                                              | Osiągnięcie                                                   | Razy | Sezon(y) |
| Mistrzostwo                                                            | I miejsce                                                     | 0    |          |
| Mistrzostwo                                                            | II miejsce                                                    | 0    |          |
| Mistrzostwo                                                            | III miejsce                                                   | 0    |          |
| Puchar                                                                 | zdobywca                                                      | 0    |          |
| Puchar                                                                 | finalista                                                     | 0    |          |
| II liga                                                                | I miejsce                                                     | 0    |          |
| II liga                                                                | II miejsce                                                    | 0    |          |
| II liga                                                                | III miejsce                                                   | 0    |          |
|                                                                        | Zdobyte trofea w rozgrywkach Jugosławii (stan na: 31-05-1992) |      |          |

- mistrzostwo regionalnej strefy Tuzla:
  - mistrz (2): 1948/49, 1951/52

## Stadion
Klub rozgrywa swoje mecze domowe na stadionie Miejskim w Zvorniku, który może pomieścić 3,000 widzów.